# Banas Kantha (huyện)
Huyện Banas Kantha là một huyện thuộc bang Gujarat, Ấn Độ. Thủ phủ huyện Banas Kantha đóng ở Banas Kantha. Huyện Banas Kantha có diện tích 12703 ki lô mét vuông. Đến thời điểm năm 2001, huyện Banas Kantha có dân số 2502843 người.